# Коста ди Медзате
Ко̀ста ди Медза̀те (на италиански: Costa di Mezzate; на ломбардски: Costa de Mesat, Коста де Мезат) е малкло градче и община в Северна Италия, провинция Бергамо, регион Ломбардия. Разположено е на 218 m надморска височина. Населението на общината е 3345 души (към 2017 г.).